# 徘徊北站
徘徊北站，位于中华人民共和国河北省邯郸市武安市徘徊镇，是邯长铁路上的火车站，建于1971年，由中国铁路北京局集团管辖。

## 歷史
- 建于1971年。

## 外部連結
- 中国铁路客户服务中心 （页面存档备份，存于）